# 德蘭瑟湖
53°11′38″N 12°38′09″E / 53.193806°N 12.635813°E

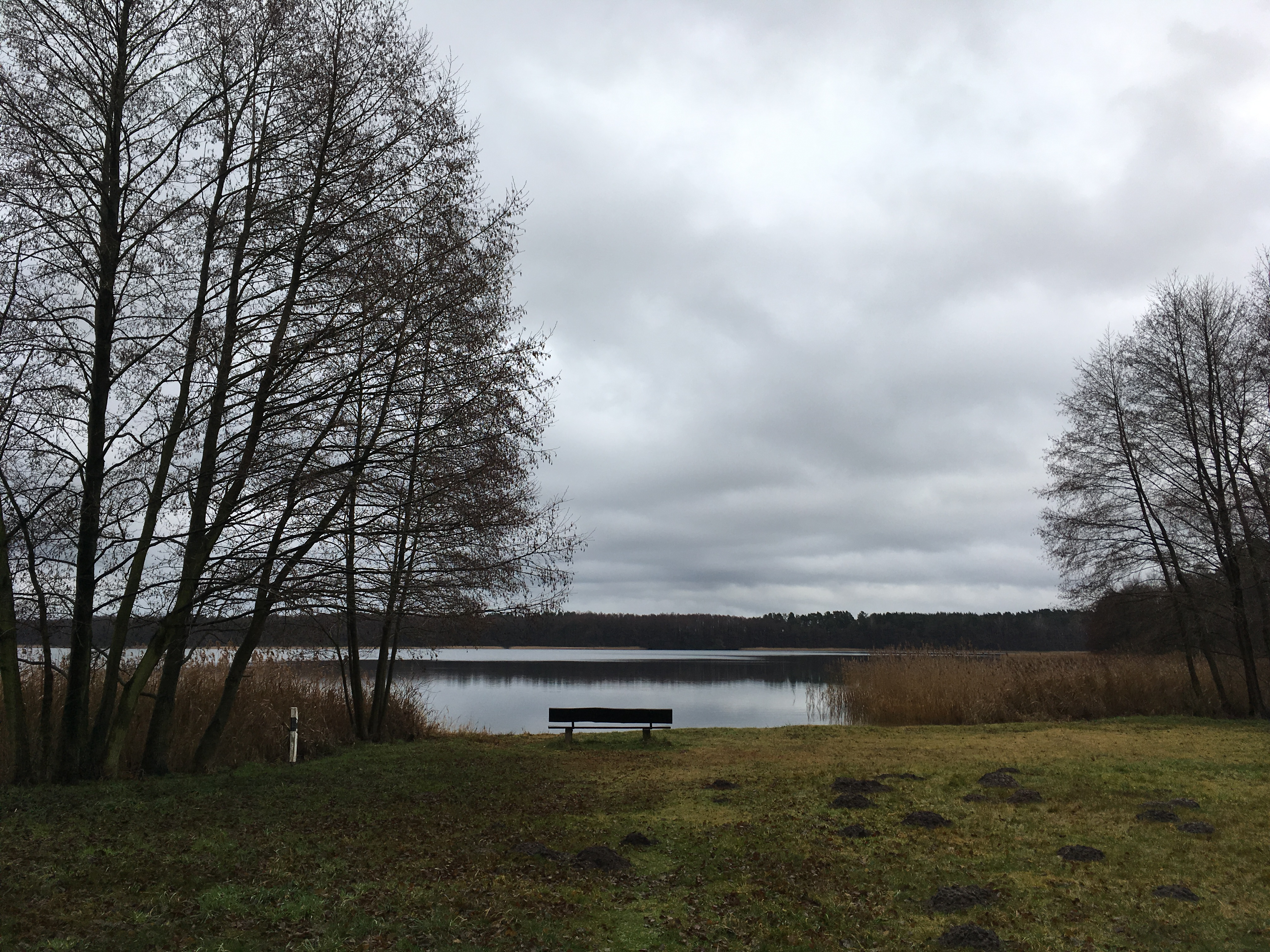

德蘭瑟湖（德語：Dranser See），是德國的湖泊，位於該國東北部，由勃蘭登堡州負責管轄，處於東普里格尼茨-魯平縣，面積1.3平方公里，平均水深6.2米，最大水深15.3米。